# Matt Goss
Matthew Weston Goss (Lewisham, Londres; 29 de septiembre de 1968) es un cantautor y músico inglés. Fue el cantante principal del grupo de pop Bros de la década de 1980, que también contó con su hermano gemelo Luke como baterista. Goss como solista ha lanzado cinco álbumes de estudio.
Goss escribió el tema principal de So You Think You Can Dance, producido por Nigel Lythgoe.

## Primeros años
Matthew Goss nació el 29 de septiembre de 1968 en el Lewisham Hospital, en el distrito londinense de Lewisham. Es el hermano gemelo y menor de Luke Goss.

## Carrera profesional
Goss se hizo famoso como cantante principal de la banda pop inglesa Bros. El álbum debut de Bros, Push, fue platino cuatro veces, obtuvo 8 éxitos entre los cinco primeros y permaneció en las listas del Reino Unido durante 54 semanas.
Comenzó su carrera en solitario en 1995 y, hasta principios de 2021, había lanzado 23 sencillos, cuatro de los cuales han sido éxitos Top 40. Goss trabajó con Paul Oakenfold en el sencillo "Firefly", que fue remezclado y alcanzó el número 1 en la lista World Trance.[cita requerida]
En junio de 2009, se anunció que tocaría en vivo en el Palms Casino Resort en Las Vegas. En nueve meses, el espectáculo tuvo éxito y se transfirió al Caesars Palace en enero de 2010. Algunos han llamado a Goss "El nuevo rey de Las Vegas".
El espectáculo de Las Vegas se llevó a lugares del Reino Unido, incluidos el Royal Albert Hall (Londres) y el Wembley Arena (Londres), donde ganó el premio SSE Arena al mejor espectáculo de 2016.[cita requerida].
En 2018 se lanzó una película ganadora del BAFTA sobre su vida y la de su hermano titulada Bros: After the Screaming Stops.
A principios de 2020, Goss grabó su versión de "If I Aint Got You", que fue producida por Babyface. La canción se lanzó como una recaudación de fondos para el NHS durante la pandemia de Covid-19, Goss quería recaudar £50,000, pero después de tres meses, recaudó un poco más de £15,000.
Goss anunció que lanzaría su quinto álbum de estudio, The Beautiful Unknown, cuyo lanzamiento originalmente estaba programado para septiembre de 2021 y luego se retrasó hasta el 19 de noviembre de 2021, antes de ser lanzado el 25 de marzo de 2022. El álbum se ubicó en el número 7 en las listas oficiales del Reino Unido durante una semana y vendió menos de 8000 copias en todo el mundo. El álbum no se ubicó en ninguna otra lista de álbumes en todo el mundo. "Es una frase que uso mucho en mi poesía... porque creo que inherentemente hemos sido programados para temer el mañana y... los años venideros... Solo quiero vivir en un lugar donde lo desconocido sea algo hermoso". Goss dijo que no tenía interés en volver a hacer música o cantar, debido a su riguroso programa de presentaciones en los Estados Unidos. Sin embargo, con la pandemia de COVID-19, Goss tuvo la oportunidad de reiniciar y grabar nuevamente. "Fue algo bastante extraordinario, irónicamente, la conexión que encontré hablando de temas mucho más profundos, fue la razón por la que en realidad terminé queriendo hacer un nuevo disco, y me di cuenta de que había gente que quería que siguiera adelante". Goss dijo que se sentía emocionado por el lanzamiento del álbum con la esperanza de que la industria de la música se diera cuenta de sus esfuerzos. "Quiero competir con Ed Sheeran, quiero competir con The Weeknd, quiero competir con Robbie Williams... con todos. Hice este disco sabiendo al 100% que podemos hacerlo. Quiero ser uno de los jugadores principales. Nadie puede decir que este no es un disco contemporáneo".
Además de su trabajo en solitario, Goss ha confirmado planes para reunirse con su hermano Luke en un álbum de regreso "escandaloso" de los Bros.
Goss expresó su interés en colaborar con Adele. "Me encantaría cantar con Adele y creo que encajaríamos muy bien juntos. Ambos somos londinenses, lo que realmente me atrae".
En agosto de 2022, Goss fue anunciado como concursante de la vigésima temporada de Strictly Come Dancing. Formó pareja con la bailarina profesional Nadiya Bychkova. Ambos fueron eliminadas en la cuarta semana de competencia, el 16 de octubre de 2022.

## Vida personal
Goss es un ávido corredor. Desde abril del 2022, está saliendo con la joyera Chantal Brown. Goss sufre del síndrome de Polonia, un trastorno que afecta la musculatura del cuerpo.

## Discografía

### Álbumes de estudio
| Título                | Detalles                                                        | Posiciones en listas | Certificaciones |
| Título                | Detalles                                                        | Reino Unido          | Certificaciones |
| --------------------- | --------------------------------------------------------------- | -------------------- | --------------- |
| The Key               | - Lanzamiento: 6 de mayo de 1996 - Discográfica: Polydor        | —                    |                 |
| Early Side of Later   | - Lanzamiento: junio de 2004 - Disquera: Concept Music          | 87                   |                 |
| Gossy                 | - Lanzamiento: agosto de 2009 - Discográfica: TMG               | —                    |                 |
| Life You Imagine      | - Lanzamiento: octubre de 2013 - Disquera: Universal Records    | 27                   |                 |
| The Beautiful Unknown | - Lanzamiento: 25 de marzo de 2022 - Disquera: Lewisham Records | 7                    |                 |

### Sencillos
| Año  | Título                                  | Posiciones en listas | Posiciones en listas | Álbum                                    |
| Año  | Título                                  | Reino Unido </br>    | BEL                  | Álbum                                    |
| ---- | --------------------------------------- | -------------------- | -------------------- | ---------------------------------------- |
| 1995 | " The Key "                             | 40                   | 35                   | The Key                                  |
| 1996 | "Heaven Is 10 Zillion Light Years Away" | —                    | —                    | The Key                                  |
| 1996 | "If You Were Here Tonight"              | 23                   | —                    | The Key                                  |
| 2003 | "I'm Coming with Ya"                    | 22                   | —                    | Sencillo que no pertenece a ningún álbum |
| 2004 | "Fly"                                   | 31                   | —                    | Early Side of Later                      |
| 2006 | "It's the End of the Road"              | —                    | —                    | Sencillo que no pertenece a ningún álbum |
| 2006 | "Evil"                                  | —                    | —                    | Gossy                                    |
| 2010 | "Firefly"(con Paul Oakenfold )          | —                    | —                    | Gossy                                    |
| 2011 | "Fighting for love"                     | —                    | —                    | Sencillo que no pertenece a ningún álbum |
| 2013 | "Strong"                                | —                    | —                    | Life You Imagine                         |
| 2014 | "I Do"                                  | —                    | —                    | Life You Imagine                         |
| 2014 | "Nothing Like This"                     | —                    | —                    | Life You Imagine                         |
| 2016 | "A Vegas Summer"                        | —                    | —                    | Sencillo que no pertenece a ningún álbum |
| 2016 | "Gone Too Long"                         | —                    | —                    | Sencillo que no pertenece a ningún álbum |
| 2018 | "Red Flares"                            | —                    | —                    | Sencillo que no pertenece a ningún álbum |
| 2020 | "If I Ain't Got You"                    | —                    | —                    |                                          |
| 2021 | "Somewhere to Fall"                     | —                    | —                    | The Beautiful Unknown                    |
| 2021 | "Better with You"                       | —                    | —                    | The Beautiful Unknown                    |
| 2021 | "Saved"                                 | —                    | —                    | The Beautiful Unknown                    |

### Como artista invitado
| Año  | Título                                                               | Posiciones en lista | Álbum              |
| Año  | Título                                                               | Reino Unido         | Álbum              |
| ---- | -------------------------------------------------------------------- | ------------------- | ------------------ |
| 1995 | "Supermodel Sandwich W/Cheese"( Terence Trent D'arby feat.Matt Goss) | —                   | Vibrator           |
| 2004 | "I Need the Key"(Minimal Chic feat.Matt Goss)                        | 54                  | Sencillo sin álbum |
| 2005 | "With or Without You"(Minimal Chic feat.Matt Goss)                   | —                   | Sencillo sin álbum |
| 2013 | "Touch the Sky"( Paul Oakenfold, Matt Goss y The Concrete Sneakers)  | —                   | Sencillo sin álbum |